# Диалекты языка баде

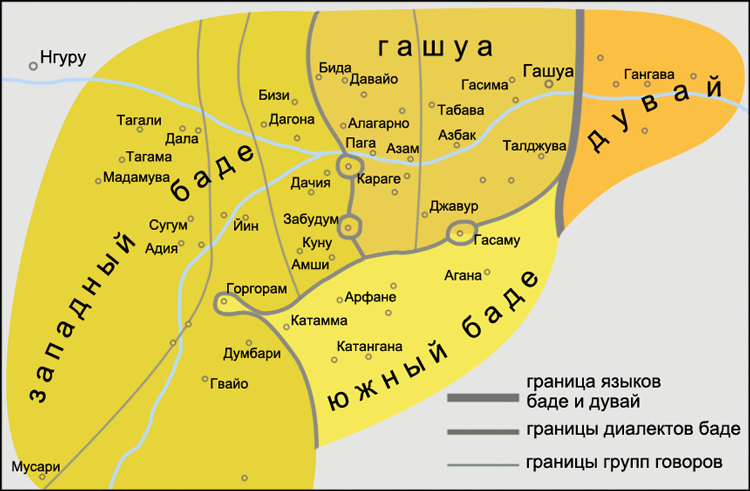
Карта диалектов языка баде и языка дувай

Диале́кты языка́ баде (англ. bade dialects) — территориальные разновидности западночадского языка баде, распространённые в северо-восточной Нигерии. Согласно исследованиям американского лингвиста Р. Шу, выделяются три основных диалекта: гашуа баде (северный баде, мазгарва), южный баде (баде-кадо) и западный баде (амши, маагварам, магварам). Различия между диалектами баде существенны настолько, что некоторые исследователи предлагают считать эти диалекты самостоятельными языками.
К диалектам баде в значительной степени близки вымершие в первой половине XX века идиомы ширава (шира), айюкава и тешена (тешенава).
Для диалектов баде характерны различия на таких основных уровнях языка, как фонетика, морфология и лексика, из которых наиболее широко представлены по числу языковых черт морфологические явления. В области синтаксиса существенных различий найдено не было. Фонетические особенности диалектов баде представлены 9 изофонами, показывающими регулярные звуковые изменения в системах вокализма и консонантизма. Одним из наиболее ярких фонетических изменений является переход *r > l в диалекте гашуа. В числе морфологических различительных признаков отмечается более 30 языковых черт. В частности, одним из критериев объединения говоров западного диалекта выбрана такая черта морфологии, как наличие суффикса -n < *-ni у имён существительных, так называемая нунация (ǝ̀gdǝ̀mǝ́n «крокодил»; в диалекте гашуа и в южном диалекте — ǝ̀gdǝ́m), а южный диалект, например, выделен негативно по отсутствию в его языковой системе категории рода. В области лексики рассматривается более 20 различий.
Размещение диалектных ареалов во многом совпадает с границами расселения субэтнических групп (кланов) народа баде.
Наиболее распространённым по охватываемой территории и численности носителей является западный диалект, наименее распространённым — южный диалект. На диалекте гашуа, или северном диалекте, говорят в самом крупном населённом пункте этнической территории баде, в административном центре эмирата баде — в городе Гашуа.

## О названиях диалектов
Самоназвания носителей диалектов: bádài — гашуа, m̀dá-ŋ áaɗo̍ («люди юга») — южный, màagwàrám — западный. Общее название для всех представителей народа баде независимо от диалекта, принадлежности к клану и прочим различиям звучит как «баде» с теми или иными диалектами вариациями — баде, бадай и т. п. К представителям народа дувай этноним «баде» не применяется. Сами дувай (самоназвание — ǝ̀vjì) называют всех баде как ǝ̀vjǝ́ə kǝ́ma̍ «западные эвджи», также они выделяют отдельные группы: гашуа называют как ǹgùzmòk, а западных и южных баде одинаково называют как màagwár. В языке нгизим, носители которого проживают в удалении от баде и не знакомы с местной этнической ситуацией, отдельных названий для разных групп баде нет. В диалекте гашуа используются следующие названия: для дувай — dùwái (tàafǝ́ríifǝ́rí), для южных баде — bádíi-k àaɗáu «баде юга», для западных баде — màagwál (в этом названии отражён фонетический переход *r > l). В южном диалекте используются следующие названия: для дувай — màasí, для гашуа — màzgàrwún (díilà), для западных баде — màagwàró. В западном диалекте используются следующие названия: для дувай — (táafǝ́ríifǝ́rí), для гашуа — màzgwàrwà (díilà), южные баде не выделяются западными как отдельная группа, поэтому особого названия для них нет.

## Ареалы
В сравнении с остальными языками группы баде-нгизим язык баде является наиболее распространённым как по числу говорящих, так и по занимаемому им географическому ареалу, также он выделяется наибольшей диалектной дробностью. Большое число разного типа говоров языка баде группируются в три крупных диалектных ареала. Различия между этими основными ареалами (диалектами) довольно существенны: каждый из диалектов баде отличается друг от друга так же, как и от близкородственного языка нгизим. Тем не менее, взаимопонимание между носителями диалектов баде, с одной стороны, и носителями языка нгизим, с другой, затруднено, а взаимопонимание носителей разных диалектов баде между собой является сравнительно свободным. Р. Шу объясняет это «пассивной диглоссией», вызванной географической близостью и длительными междиалектными контактами представителей разных групп народа баде.

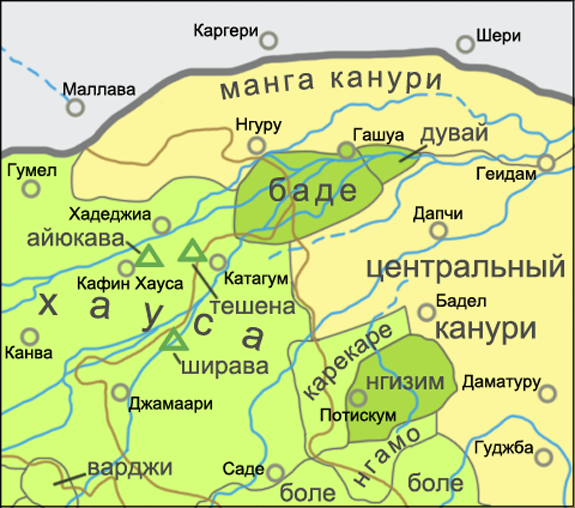
Ареал языка баде на карте распространения языков баде-нгизим

Наиболее распространённым по числу носителей и занимаемой территории является диалект западный баде. Ареал западного диалекта охватывает почти две трети области распространения языка баде — он размещён к юго-западу от ареала диалекта гашуа и к северо-западу от ареала южного диалекта. С севера и северо-запада к ареалу западного баде примыкает ареал западносахарского языка манга, с запада и юга — ареал западночадского языка хауса. Наиболее крупные населённые пункты в ареале западного диалекта — Амши, Дагона, Тагали и Мадамува. Ареал южного диалекта размещён к юго-востоку от ареала западного диалекта и к югу от ареала диалекта гашуа. На юге и востоке ареал южного баде граничит с ареалом западносахарского языка центральный канури, на северо-востоке — с ареалом близкородственного языка дувай. На этом диалекте говорят в Катамме, Катангане, Горгораме и других селениях. Ареал диалекта северный баде, или гашуа, находится северо-восточнее ареала западного диалекта, севернее ареала южного диалекта и западнее ареала языка дувай. На севере ареал гашуа соседствует с областью распространения языка манга. На диалекте гашуа говорят в самом крупном населённом пункте территории распространения языка баде — в городе Гашуа, а также в его окрестностях. В каждом диалекте выделяют группы говоров, в характеристику которых входит значительное число своеобразных языковых черт. На границе территорий распространения соседних диалектов размещены переходные и смешанные говоры. Фактически в ареалах диалектов языка баде те или иные диалектные особенности присущи каждому городу и каждой деревне.

## Классификация
Язык баде включает следующие диалекты и группы говоров:
- западный баде:
  - тагали;
  - гвайо;
  - амши;
- гашуа (северный баде):
  - центральный баде;
  - гашуа;
- южный баде.

Помимо основных диалектов и групп говоров выделяются три переходных говора:
- говор селения Гасаму — сочетает в себе черты диалекта гашуа и южного диалекта; чёткая классификация этого говора невозможна из-за неполноты данных о диалектных явлениях Гасаму;
- говор селения Забудум — включает типичные черты диалекта гашуа вместе с инновациями западного и южного диалектов, в целом его можно отнести к говорам центрального субдиалекта (центральный баде);
- говор селения Караге — возможно, смешанный говор с основой из диалектных черт гашуа, подвергшийся сильному влиянию говоров западного диалекта; диалектные признаки диалекта гашуа и западного диалекта присутствуют в говоре Караге практически в равной доле; об основе этого говора говорит наиболее яркая черта диалекта гашуа (*r > l), распространённая в речи жителей Караге.

До первой половины XX века к западу от современного ареала языка баде были распространены идиомы ширава (шира), айюкава и тешена (тешенава). По языковым характеристикам эти идиомы были ближе к диалектам баде, чем к языку нгизим. В разных источниках эти идиомы (все или та или иная их часть) могут рассматриваться как самостоятельные языки подгруппы баде-нгизим или же как диалекты языка баде. В частности, идиом ширава включается в число диалектов баде в справочнике языков мира Ethnologue, как о диалекте баде ширава упоминается также в «Атласе нигерийских языков» Р. Бленча. Р. Шу предлагает рассматривать эти идиомы как диалекты одного языка или группу языков, но в любом случае отдельную от языка баде. Классификация кластера шира-баде, основанная на исследовании Р. Шу, предложена в базе данных по языкам мира Glottolog. Идиомы айюкава и тешена, образующие группу под названием шира, показаны в ней как очень близкие языку баде, но отдельные от него языки. Сложность обнаруживается в определении места в рассматриваемом языковом/диалектном кластере идиома ширава, от которого не осталось практически никаких сведений.

## История формирования диалектов и кланов
Ареалы диалектов языка баде в той или иной степени совпадают с областями расселения субэтнических групп народа баде, по отношению к которым Р. Шу применяет термин клан. Трём большим диалектным ареалам соответствуют три или, возможно, в недавнем прошлом, четыре области расселения кланов баде.
Согласно традиционным устным преданным, прародина баде находилась восточнее современного ареала этого народа в окрестностях населённого пункта Дадигар, находящегося на границе расселения народов дувай и канури. В результате миграций из района Дадигара на запад на новых территориях сложились обособленные группы (кланы) народа баде со своими диалектами.
В западной части этнической территории баде размещается область расселения клана магвар (magwar). Тагали, центр этого клана (в настоящее время — небольшая деревня), был основан в XVI веке после миграции магвар из более восточных территорий — из района Дадигара. В прошлом клан магвар занимал большую территорию, охватывавшую земли западнее современной области расселения народа баде. До середины XIX века клан магвар был самым могущественным, в его подчинении находились все остальные кланы народа баде.
Клан гидгид (gidgid), населяющий юго-восточную часть ареала народа баде, первоначально размещался в области, расположенной недалеко от селения Тагали. Из-за межклановых конфликтов клан гидгид был вынужден переселиться южнее. На новой территории в середине XVIII века этот клан основал селение Гидгид (в настоящее время в этом селении на языке баде уже не говорят). В середине XIX века представители клана гидгид подчинили себе все остальные кланы народа баде и основали на территории клана магвар поселение Горгорам (Góo kára̍m), куда перенесли свой центр. В 1946 году главным городом баде стал город Гашуа, расположенный на пересечении важных торговых путей. Вся знать клана гидгид переехала из Горгорама в Гашуа. До настоящего времени гидгид остаётся правящим кланом народа баде.
Согласно устным преданиям баде в южных районах расселения этого народа существовал также клан умдук маши (m̀dǝ̀k-máashì «люди Маши»). В древности этот клан переселился из района Дадигара на юго-запад, где основал селение Катамма. Согласно исследованиям Р. Шу, в настоящее время существование независимого клана маши не подтверждается. Население современной Катаммы и окрестностей относит себя к клану гидгид. Р. Шу отмечает, что название маши (màasí) у южных баде используется по отношению к народу дувай. По предположению учёного, если клан маши и существовал, то в какой-то из исторических периодов он или слился с кланом гидгид, или был истреблён, или переселился в другие районы северо-восточной Нигерии.
Селения клана мазгварва (mazgwarwa) расположены к востоку от области расселения клана магвар и к северу от области расселения клана гидгид. Сведения о мазгварва отрывочны, вероятно, этот клан сложился в сравнительно позднее время. В истории народа баде клан мазгварва никогда не играл ведущей роли.
По всей вероятности, население региона Гашуа (клан мазгварва) является наиболее обособленным и противопоставляется всему остальному этническому массиву баде. Учитывая то, что носители диалекта гашуа не делают особых различий между кланами магвар и гидгид (как и представители народа дувай, которые называют и тех и других одинаково màagwár), а гашуа как обособленную группу выделяют все, Р. Шу полагает, что носителей западного и южного диалектов можно рассматривать в этническом отношении как единое целое или как две ветви единой группы. Тем не менее, в языковом отношении различия западных и южных баде выражены более отчётливо.

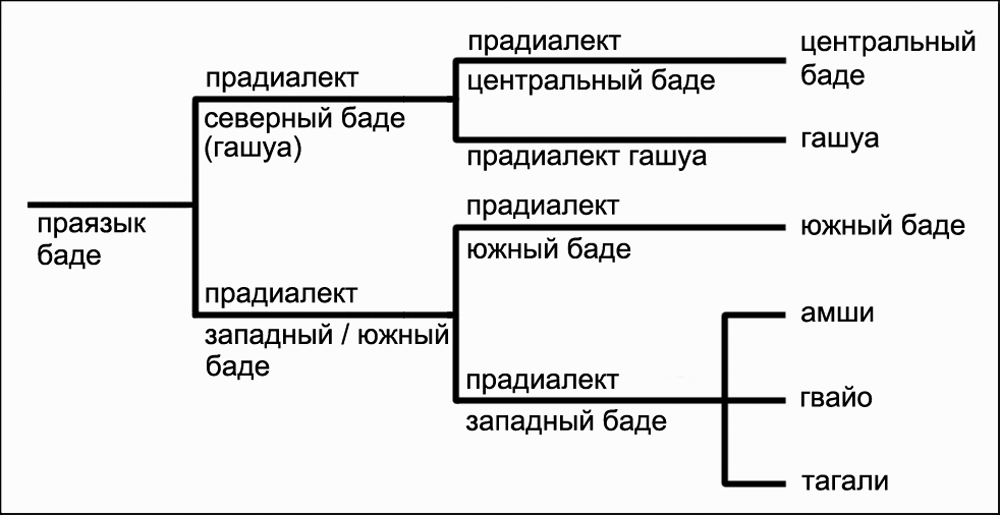
Историческое развитие диалектов языка баде

Первые наиболее значительные расхождения в говорах праязыка баде произошли, по мнению Р. Шу, после переселения клана магвар на запад и основания на новых землях селения Тагали. Эти расхождения отражены в глубоких различиях современных западного и южного диалектов, с одной стороны, и диалекта гашуа, с другой. Они подтверждаются как лингвистическими данными, так и сведениями из устных преданий. Недостаточность исторических сведений не позволяет определить причину разделения общего западно-южного диалектного ареала. Самые ранние политические процессы, относящиеся к взаимодействию кланов магвар и гидгид, по времени совпадать с расхождением западного и южного прадиалектов не могут. По утверждению Р. Шу, разделение диалектов на говоры происходило изначально по берегам реки Комадугу-Йобе и в месте слияния рек Катагум и Хадеджиа. Поскольку рыболовство является главным занятием народа баде, изначально при освоении западных территорий заселялись берега рек, где и формировались диалектные различия в говорах. Позднее, когда говоры уже в целом сложились, были постепенно освоены территории к северу и югу от реки, на которых баде стали заниматься сельским хозяйством, имевшим для них второстепенное значение в сравнении с рыболовством. Таким образом, ареалы групп говоров приобрели форму, вытянутую с севера на юг. Общие тенденции в развитии диалектов баде могут быть объяснены престижем тогой или иного клана баде. Так, доминирование в прошлом клана магвар отражает распространение инноваций с запада на восток и практически полное отсутствие движения новообразований в обратную сторону. Низкий престиж языка дувай является одним из оснований, по которым восстанавливается история диалекта гашуа. По предположению Р. Шу, у гашуа был особый путь развития, отличный от других диалектов баде. Ряд языковых особенностей диалекта гашуа, неизвестных в остальном ареале баде, в том числе особенностей, сближающих гашуа с языками дувай и нгизим, дают основание говорить о том, что в основе диалекта гашуа лежит субстрат языка дувай. Вероятно, на современной территории расселения носителей гашуа изначально проживали носители языка дувай. Постепенно дувай перешли на язык баде, восприняв некоторые элементы нового языка по-своему. Процесс распространения языка баде на восток, в ареал языка дувай, продолжается и в настоящее время.

## Письменность
Алфавиты диалектов гашуа и западный баде приведены в баде-хауса-английских словарях, изданных в 2004 году под редакцией Р. Шу:
| Ə | A | B | Ɓ | C | D | Ɗ | E | F | G | H | I | J | K | L | M | N | Ŋ | O | P | R | R̃ | S | T | U | V | W | Y | ʼY | Z |
| ə | a | b | ɓ | c | d | ɗ | e | f | g | h | i | j | k | l | m | n | ŋ | o | p | r | r̃ | s | t | u | v | w | y | ʼy | z |

| Ə | A | B | Ɓ | C | D | Ɗ | E | F | G | H | I | J | K | L | M | N | Ŋ | O | P | R | S | T | U | V | W | Y | ʼY | Z |
| ə | a | b | ɓ | c | d | ɗ | e | f | g | h | i | j | k | l | m | n | ŋ | o | p | r | s | t | u | v | w | y | ʼy | z |

К особенностям письменности диалектов баде относят наличие графемы ə, обозначающей неогублённую гласную среднего ряда верхнего подъёма (ɨ в МФА), ŋ, обозначающей велярную назальную согласную, p, обозначающей глухую губную согласную (отсутствующую в алфавите хауса).
Для отображения на письме латеральных фрикативных согласных звуков в диалекте гашуа и западном диалекте используются диграфы jl (для звонкого) и tl (для глухого). Кроме того, в западном диалекте диграфом gh обозначается звонкий согласный, образующий пару с глухим, обозначаемым графемой h.
Отличием двух алфавитов является использование в алфавите гашуа графемы r̃, так как в этом диалекте различаются согласные r и r̃. Первая из них реализуется как ретрофлексный одноударный согласный (ɽ — в МФА), вторая — как дрожащий согласный. На письме носители диалекта гашуа зачастую не делают различий между этими согласными и используют только одну букву r.
Для обозначения долгих гласных и  тонов в словарях используются надстрочные знаки: долгая гласная выделяется при помощи макрона (_), краткая гласная надстрочным знаком не выделяется; низкий тон обозначается при помощи грависа (`), высокий тон - отсутствием надстрочного знака, нисходящий тон обозначается циркумфлексом (ˆ), восходящий тон - гачеком (ˇ), даунстеп - акутом (′). На письме различия долгих и кратких гласных, а также тонов обозначать не принято.

## Диалектные различия

### Фонетика
Фонетические изоглоссы в целом совпадают с основными диалектными границами в области распространения языка баде. В число различительных фонетических признаков включают:
1. Изменение позиции гласной ə в структуре части слова типа *CəCV > əCCV, называемое Р. Шу протезой (при отсутствии подобных изменений в языке нгизим): ǝ̀bzú «оставлять» (в гашуа), но bǝ̀zú (в нгизим). Данное явление реализуется при условии, если две согласные формируют допустимое сочетание. Например, при последовательности шумного и сонорного согласных изменение позиции ə невозможно: vǝ̀lú «выходить» (в гашуа) и vǝ̀rú (в нгизим). Указанная фонетическая черта охватывает все диалекты языка баде, но с некоторыми особенностями в её реализации в диалекте гашуа, в котором изменение позиции ə встречается с одной стороны реже, но с другой может реализовываться, например, при сочетании двух взрывных согласных, что в других диалектах невозможно: ǝ̀dgà «стрела» (в гашуа), но dǝ̀gà (в остальных диалектах). Подобная перестановка гласной известна и в языке дувай, в основном в говорах, граничащих с ареалом языка баде. В восточном направлении в области распространения языка дувай частотность этого явления уменьшается. В говоре селения Гангава (в 15 километрах к востоку от города Гашуа): ǝ̀zgǝ́r «нога»; ǝ̀bdàm «дорога»; ǝ̀tkà «тело»; в говоре селения Дадигар (в 35 километрах к востоку от города Гашуа): sǝ̀gǝ́r «нога»; bǝ̀dàm «дорога», но ǝ̀tkà «тело». Вероятно, изменение позиции ə развилось в языке дувай под влиянием языка баде. Влияние последнего подтверждается наблюдениями Р. Шу, который, в частности, отмечал знание диалекта гашуа многими носителями языка дувай, живущими по соседству с областью расселения баде, и почти полное отсутствие знания языка дувай среди носителей диалекта гашуа.
2. Изменение позиции гласной ə в структуре части слова типа *CəCV > əCCV при последовательности шумного и сонорного согласных в случае если шумным является /g/. Данное изменение в разной степени характерно для всех диалектов, но для одной их части есть те или иные ограничения в реализации, для другой части — их нет. Это зависит от фонетического окружения согласной g и возможности редукции g. В западном баде указанное явление отсутствует, хотя и возможны позиции гласной ə после g перед глоттальными, а также в речи с быстрым темпом слышны данные изменения перед назальными. В южном баде позиции гласной ə после g перед глоттальными является уже не исключением, а правилом. В центральном баде изменение позиции ə после g отмечается во всех возможных случаях. В диалекте гашуа в речи разных носителей из разных селений можно услышать оба варианта — с изменением позиции и без изменения.

Изменение или сохранение позиции гласной ə после согласной g в диалектах языка баде:
| диалекты      | диалекты   | диалекты         | диалекты        | перевод      |
| западный баде | южный баде | центральный баде | гашуа           | перевод      |
| ------------- | ---------- | ---------------- | --------------- | ------------ |
| gǝ̀máan        | gǝ̀màkì     | ǝ̀ŋmá             | ŋ̀má ~ gǝ̀má      | «бедро»      |
| gǝ̀ráan        | gǝ̀rìiɗì    | ǝ̀ɣlǝ̀k            | ǝ̀ɣrìiɗ ~ gǝ̀rìiɗ | «пещера»     |
| gùɓán         | ùuɓà       | ùuɓà             | ùuɓà ~ gùɓà     | «увлажнение» |
1. Различия в рефлексах согласной *r.
  - Переход *r > l в ареале диалекта гашуа. Данная черта, не встречающаяся нигде, кроме области распространения гашуа, является наиболее яркой и узнаваемой чертой данного диалекта. В ряде слов, как, например, в слове sǝ́rǝ́n «два», [r] сохраняется. Причина этого, по утверждению Р. Шу, точно не установлена.
  - Переход *r > r̃ в ареале западного диалекта (первая из согласных реализуется как ретрофлексный одноударный согласный (ɽ — в МФА), вторая — как дрожащий согласный). Поскольку l в гашуа и r̃ в западном баде являются рефлексами одной и той же согласной *r, границу распространения l и r̃ Р. Шу называет изоглоссой, наиболее чётко разделяющей эти два диалекта.
  - В настоящее время наблюдается распространение r̃ в селениях Забудум и Караге, а также в селениях ареала гашуа, находящихся на границе с ареалом западного диалекта — r̃ в этих ареалах образуется на месте [r], сохранившейся в небольшом числе слов. Кроме этого, r̃ распространяется и в ареала южного диалекта, не знавшего до этого изменений *r > l, r̃. Если влияние западного баде на диалект гашуа очевиден, то в отношении южного баде, по-видимому, действует фактор двуязычия — носители южного баде владеют также языком канури, в котором имеется дрожащая r̃.

Рефлексы *r в диалектах языка баде:
| диалекты      | диалекты   | диалекты         | диалекты | перевод |
| западный баде | южный баде | центральный баде | гашуа    | перевод |
| ------------- | ---------- | ---------------- | -------- | ------- |
| ǝ̀r̃wán         | ǝ̀rwà       | ǝ̀lwà             | ǝ̀lwà     | «песня» |
| ǝ̀zgǝ̀r̃ǝ́n       | ǝ̀zgǝ́r      | ǝ̀zgǝ́l            | ǝ̀zgǝ́l    | «нога»  |
| sǝ́r̃ǝ́n         | sǝ́rǝ́n      | sǝ́rǝ́n ~ sǝ́r̃ǝ́n    | sǝ́rǝ́n    | «два»   |
1. Распространение в большинстве диалектов и говоров баде на месте велярных фрикативов *x и *ɣ праязыка баде-нгизим-дувай согласных [h] и [ɦ] (хотя в речи части носителей данные рефлексы иногда могут быть реализованы как велярные согласные или произноситься с призвуком велярных). Только в говорах собственно гашуа отмечается переход *x > k и *ɣ > g: hǝ́rà «новый», ɦǒ «открыть» — в западном баде; hǝ́rà, ɦa̍u — в южном баде; hǝ́là, ɦa̍u — в центральном баде, kǝ́là, ga̍u — в гашуа. Поскольку k и g на месте указанных согласных отмечаются и в языке дувай (káarà «новый»), Р. Шу предполагает, что рассматриваемое явление может быть субстратом языка дувай в диалекте гашуа (поскольку дувай в сравнении с баде имеет низкий престиж, прямое влияние дувай на диалект гашуа исключается).
2. Монофтонгизация дифтонгов *au > o, *ai > e, исключая позицию начала слова, в западном диалекте: m̀só «это», nàabé «ничего нет» — в западном баде; m̀sáu, nàabái — в южном баде; m̀sáu, nàaɓái — в центральном баде; sáu, nàa bái — в гашуа. На конце слова в южном диалекте глайд дифтонга практически не слышен, что создаёт впечатление монофтонгизации дифтонгов в данной позиции.
3. Дифтонгизация монофтонгов *o > au, *e > ai в позиции конца слова в субдиалекте гашуа: gór̃àu «кола» (заимствование из языка хауса — góor̃àò); jíir̃âi «правда» (заимствование из языка канури — jírè). В западном диалекте таких изменений не зафмксировано (напротив, отмечаются прямо противоположные изменения), гласные, слышимые как монофтонги в конце слова в южном диалекте, скорее всего, являются нечётко артикулированными дифтонгами.
4. Изменение дифтонгов в соответствующие долгие гласные за исключением позиции перед паузой, затронувшее диалект гашуа и язык нгизим: fài «вещь» > fìi-n-ǝ́m «твоя (лицо женского рода) вещь» — в центральном баде; sǝ́sàu «хижина» > sǝ́sùu bái «не хижина»; kálàu «страх» > kálùu bái «не страх» — в нгизим. В диалекте западный баде данное изменение невозможно, поскольку дифтонги в фонологической системе этого диалекта отсутствуют. В южном баде дифтонги в указанной позиции сохраняются: gàrwáu «козлы» > gàrwáu-mdǝ́na̍u «эти козлы».
5. Дополнение гласной -i конца слова после шумных согласных в западном и южном диалектах:

| диалекты      | диалекты   | диалекты | диалекты | перевод                                 |
| западный баде | южный баде | гашуа    | дувай    | перевод                                 |
| ------------- | ---------- | -------- | -------- | --------------------------------------- |
| vàɗì          | vàɗì       | vàaɗ     | vàaɗ     | «пять»                                  |
| ná gàamàsí    | gáamàsí    | gàmás    | ŋ̀mísh    | «смех» (в западном — «я буду смеяться») |
| (ɗàcǝ́n)       | ɗácì       | ʼyât     | ɗyát     | «волосы»                                |
| (gǝ̀msǝ́n)      | gǝ̀msǝ̀kì    | gǝ̀msǝ̀k   | ǹdǝ́-msǝ̀k | «волосы»                                |
В реконструируемом праязыке баде слова могли оканчиваться на любую гласную или согласную, кроме звонких шумных. В западном и южном диалектах это ограничение усилилось — в конце слова возможны только сонорные согласные, поэтому после шумных добавляется морфема -i. В западном баде число таких слов невелико, поскольку имена существительные заканчиваются на суффикс -n, а глаголы — на гласную. Не вполне ясно, является ли это явление общей инновацией для западного и южного ареалов или оно развилось независимо в каждом из двух диалектных ареалов.

### Морфология
Пучки изоглосс морфологических явлений в сравнении с фонетическими и лексическими изоглоссами наиболее точно выделяют границы диалектов языка баде. Морфологические инновации разделяются на позитивные (вновь сформированные, заимствованные или старые с изменившейся функцией) и негативные (утрата явления без её замены). Примером позитивной инновации можно считать нунацию в диалекте западный баде, к негативным инновациям можно отнести, например, утрату различий мужского и женского рода в диалекте южный баде. Р. Шу рассматривает диалектные инновации в области морфологии для каждого из диалектных ареалов (как для диалектов, так и для групп говоров).

#### Черты западного диалекта
Инновации в диалекте западный баде:
1. Наличие суффикса -n, восходящего к показателю определённости *-ni, у имён существительных, так называемая нунация: ǝ̀gdǝ̀mǝ́n «крокодил»; ǝ̀rwán «песня» — в западном диалекте; ǝ̀gdǝ̀mǝ́n; lùwán — в говоре Караге. В остальных диалектах нунация отсутствует: ǝ̀gdǝ́m; ǝ̀rwà — в южном диалекте; ǝ̀gdǝ́m; ǝ̀lwà — в гашуа.
2. Отсутствие в переходных глаголах совершенного вида показателя, восходящего к морфеме *-kú, который используется в случае, если за глагольными формами не следует прямое дополнение: ná táksà «я буду связывать». В остальных диалектах данный показатель используется: nà táksa̍-w — в южном диалекте; nà táaksa̍-w — в гашуа; nàa táksa̍-w — в нгизим.
3. Употребление морфемы /k/ (реализуется как [ŋ] перед гласными) на месте *-n- перед притяжательными местоимениями и после существительных единственного числа мужского рода: m̀ɗǝ̀-ŋ-íi «твоё имя», но m̀ɗǝ̀kǝ́-n-ìi (в южном диалекте), wùɗǝ́-n-ìi (в диалекте гашуа).
4. Употребление морфемы /k/ (перед велярными отмечается её алломорф [ŋ]) на месте *-n- перед вопросительным словом, стоящим в конце предложения: jǎa-ŋ-kê «кто пришёл?», но dàawá-n-è (в южном диалекте), dàawá-n-âi (в диалекте гашуа), dě-n-tâi (в языке нгизим).
5. Распространение префикса -a во всех формах самостоятельных местоимений: áyu̍ «я», ágìi «ты» и т. п., но íyù, gìi и т. п. (в южном диалекте); íyu̍, cì и т. п. (в языке нгизим). Вне ареала западного баде префикс -a встречается только у местоимений 3-го лица.
6. Произношение предлога «с» как ɗe- или ne-, в остальных диалектах баде этот предлог имеет форму dǝ̀-, в языке нгизим — naa.
7. Изменение формы отрицания *bái > -m «не» в западном диалекте и в говоре Караге (суффикс -m, помещаемый в конце предложения): nǝ́ jàajá-m «я не приходил». В остальных диалектах сохранение исконной формы отрицания bái (или сходных форм ɓái, pái, bé) «не», например, в гашуа: nǝ̀n dàa bái «я не приходил».
8. Отражение в суффиксе глаголов повелительного наклонения показателей рода и числа: à-kf-íi «войди» (мужской род, единственное число); à-kf-ǝ́m (женский род, единственное число); à-kfá-wùn (множественное число). В южном диалекте этим формам соответствует общая форма единственного числа á-kfí и форма множественного числа à-kfá.

Кроме этого, в западном диалекте отмечаются морфологические особенности в субъектных местоимениях, в формах глаголов условного наклонения и т. д. Также Р. Шу приводит морфологические изоглоссы, выделяющие в составе западного баде группы говоров тагали, амши и гвайо. В их числе наличие в говорах амши высокого тона (или даунстепа) у объектных местоимений 3-го лица в отличие от остальных говоров западного баде, диалектов южный баде и гашуа, а также языков нгизим и дувай, в которых в этих формах местоимений отмечается низкий (или нисходящий) тон (n-úktǝ́-kci̍ «я взял их» — в амши, но n-úktǝ́-kcì — в гвайо, yí-míy-ǝ́kshì — в дувай); распространение в амши долгих гласных в формах 1-го и 2-го лица множественного числа субъектных местоимений сослагательного наклонения, в остальных говорах западного баде и языке нгизим отмечают в этой позиции долгие гласные (wàa kàrmì «мы б рубили» (инклюзив) — в амши, но gwà kàrmì — в думбари, wà kàrmí — в южном баде) и т. д.; чередования в говорах тагали звонких и глухих согласных в объектных местоимениях — в случае, если в первом слоге глагола начальная звонкая шумная согласная, то у местоимения 2-го лица единственного числа и префикса 3-го лица согласная становится глухой, в других говорах западного диалекта согласная местоимения всегда звонкая, в других диалекта баде и в языке дувай — всегда глухая (tá gàfǝ́-cì «он бы ловил», dà kármǝ̀-cì «он бы рубил» — в тагали, dá gàfì, dà kármì — в амши, tà gàfí, tà kàlmí — в гашуа); случаи утраты в говорах гвайо назального префикса в указательных местоимениях m̀só/m̀có «этот», m̀síi/m̀cíi «тот» и других (первая форма в парах — мужского рода, вторая — женского), в других говорах западного диалекта и в гашуа начальный m̀ в указательных местоимениях сохраняется (gòomáa so̍ «этот баран» — в гвайо, gwàmàa msó — в амши, gwámákǝ́ msa̍u — в гашуа).

#### Черты диалекта гашуа
Инновации в диалекте гашуа (в ряде случаев охватывающие не весь диалектный ареал):
1. Наличие префикса -a у прямых и непрямых объектных местоимений в форме 3-го лица: aci/atu/aksi «его»/«её»/«их» и e-ci/e-tu/e-ksi (/ii + a/ > [e]) «к нему»/«к ней»/«к ним». В остальных диалектах баде распространены прямые объектные местоимения типа -ci/-tu/-ksi и непрямые типа ii-ci/ii-tu/ii-ksi.
2. Утрата глагольных форм перфектива с отрицанием: nǝ́n ju̍ «я сходил», nǝ́n jǝ̀ bái «я не сходил» — в говорах собственно гашуа, nǝ́ ju̍, nǝ́ jǝ̀ ɓái — в говорах бида (центральный баде). В западном баде и южном баде сохранились особые редуплицированные глагольные формы отрицания: nǝ́ ju̍, nǝ́ jàajà ɓái — в диалекте южный баде.
3. Изменение формы самостоятельного местоимения 1-го лица *iyu > niyu по аналогии с субъектными местоимениями 1-го лица единственного числа nə или na, в остальных диалектах баде, в языках нгизим и дувай -n в начале указанной формы местоимения отсутствует: níyu̍ — в диалекте гашуа, íyù — в диалекте южный баде, íyu̍ — в языке нгизим, yó — в языке дувай.
4. Произношение субъектного местоимения в форме 1-го лица единственного числа nə как nən перед глаголами, начинающимися на CV. Перед глаголами на (ə)CCV конечная -n в диалекте гашуа утрачивается, в западном и южном баде рассматриваемое местоимение имеет форму nə перед всеми типами глагола: nə̂-bdú «я спросил» — в гашуа, nə̂-bdú — в западном баде. Данное явление не распространилось в говорах селений Бида и Давайо в ареале гашуа или же было утеряно в результате влияния соседних говоров западного баде.
5. Распространение в гашуа, исключая говоры селений Бида и Давайо, словосочетания àzù bái «здесь ничего нет» на месте реконструируемого в праязыке баде-дувай-нгизим *nàa bái (дословно «с не»). В западном баде отмечается форма nàabé, в языке дувай — nàabái.

Помимо этого, ареал диалекта гашуа пересекают морфологические изоглоссы, разделяющие область распространения диалекта на группу говоров собственно гашуа и группу говоров (субдиалект) центральный баде. В их числе наличие в говорах собственно гашуа глагола zú «иметь» (nǝ́n zǝ̀ dàbí «у меня есть мотыга»), в центральном баде, остальных диалектах баде и в языке нгизим данный глагол отсутствует, его заменяет выражение типа «я с…», «он с…» и т. п.; выражение значение указания на объект в говорах собственно гашуа при помощи отличающихся от соответствующих указательных местоимений суффиксов, присоединяемых к существительному (góomák-a̍aw «этот баран», но ŋ̀káu «этот»), во всех остальных говорах и диалектах баде значение указания выражается при помощи указательных местоимений (gwàmákí msa̍u и m̀sáu «этот» — в южном баде); распространение в говорах собственно гашуа указательных местоимений типа ŋ̀káu «это», ŋ̀kîi «то», ǹdáu «эти» и т. д. с показателями единственного (ŋ̀k-) и множественного (ǹd-) числа, в других диалектных областях указательные местоимения имеют иные формы, например, в западном баде: m̀só/m̀có «этот», m̀sîi/m̀cîi «тот», m̀dó «эти» и т. п., распространение в субъектных местоимениях в иперфективе в говорах субдиалекта центральный баде высокого тона для 1-го лица единственного числа и низкого тона — для всех остальных форм (náa vǝ̀là «я выйду», yàa vǝ̀là «ты (лицо мужского рода) выйдешь»), в говорах собственно гашуа и в говорах диалекта баде тон местоимения 1-го лица единственного числа противоположен тону первого слога глагола, во всех остальных формах тон низкий (náa vǝ̀rà «я буду выходить», nà ráwà «я буду бежать», yàa vǝ̀rà «ты (лицо мужского рода) выйдешь»), в западном баде тон местоимения 1-го лица единственного числа всегда высокий, во всех остальных формах тон противоположен тону первого слога глагола (nàa vǝ̀rà «я буду выходить», yáa vǝ̀rà «ты (лицо мужского рода) выйдешь», yà ráwà «ты (лицо мужского рода) будешь бежать»), в языках нгизим и дувай тон местоимения противоположен тону первого слога глагола во всех случаях.

#### Черты южного диалекта
Основной морфологической чертой, выделяющей южный диалект среди остальных диалектов баде, является утрата категории рода, выражаемая различиями между мужским и женским родом по формам указательных местоимений. В большинстве современных диалектов языка баде род имени существительного определяется по согласуемым с ними личным и указательным местоимениям. В южном баде указательные местоимения женского рода были утрачены: gwàmàkí msa̍u «этот баран», tǝ̀màkú msa̍u «эта овца». Различия между мужским и женским родом не отмечаются также в языках нгизим и дувай. Также в ареале южного баде распространены два морфологических явления, которые объединяют южный диалект с западным (эти явления известны также в переходных говорах селений Караге и Забудум). Это наличие показателя мужского рода *n > /k/ и наличие маркера субъекта *n > /k/. Первое из двух явлений заключается в следующем: в случае, если за существительным мужского рода следует имя собственное, то чаще всего используется показатель принадлежности n, если же за существительным следует имя нарицательное, то используется показатель k. Такая закономерность характерна для говоров диалекта гашуа: ʼyàtǝ́-n Càakwà «волосы Чаквы», но ʼyàtǝ́-k tǝ̀màkú «шерсть овцы». В южном и западном баде перед именами собственными k вытеснило *n: ɗàcǝ́-k Càakwà и ɗàcǝ̀-k tǝ̀màkú — в южном диалекте, ɗàcǝ́-k Càakwà и ɗàcǝ̀-k tǝ̀màkún — в западном диалекте. Показатель k в зависимости от фонетического окружения представлен алломорфами [k], [g], [ŋ] и [ø]. В частности, [ŋ] и [ø] выступают после велярных согласных: ɗàcǝ́-ŋ Kábo̍ «волосы Кабо», ɗàcǝ̀ kwàmǝ́n «шерсть быка». Во втором явлении субъект, находящийся в конце предложения выделяется особым предшествующим ему маркером *n. Эта морфема (n) сохранилась в диалекте гашуа (dàawà-n Káaku̍ «Каку пришёл»), а также в языках нгизим и дувай. В южном и западном баде отмечен переход *n > /k/ (с [ŋ] перед велярными): dàawà-ŋ Káaku̍ «Каку пришёл», dàawà-k Sáaku̍ «Саку пришёл» — в южном диалекте, jàawà-ŋ Káaku̍, jàawà-k Sáaku̍ — в западном диалекте.

#### Другие черты
В области распространения языка баде проходят морфологические изоглоссы не только по границам, разделяющим три основных диалектных группы, но и в стороне от этих границ, произвольно пересекая некоторые из диалектных ареалов. К таким изоглоссам относится, например, сохранение/утрата у имён существительных перед указательными местоимениями конечного -aa, восходящего к суффиксу со значением указания в праязыке баде. В западном баде и в субдиалекте гашуа конечное -aa сохранилось: sàas-áa mdo̍ «это мясо» — в западном баде, sàas-áa-w — в субдиалекте гашуа. В южном баде и в субдиалекте центральный баде конечное -aa утратилось: sàasǝ́ msa̍u — в южном баде, sàasǝ̀ msáu — в центральном баде. В южном и центральном баде данная инновация появилась, вероятнее всего, независимо друг от друга. также имеется явление, объединяющее западный баде с центральным с одной стороны и южный баде с гашуа — с другой. Это сохранение исконной формы самостоятельного местоимения 3-го лица множественного числа «они» как áksì (в южном баде и гашуа) и изменение её *áksì > ákcì (в западном и центральном баде).

### Лексика
Из более чем двух десятков изоглосс распространения слов, имеющих разные корни в диалектах баде, лишь несколько совпадают с диалектными границами, бо́льшая часть изоглосс проходит по ареалам диалектов баде произвольно.

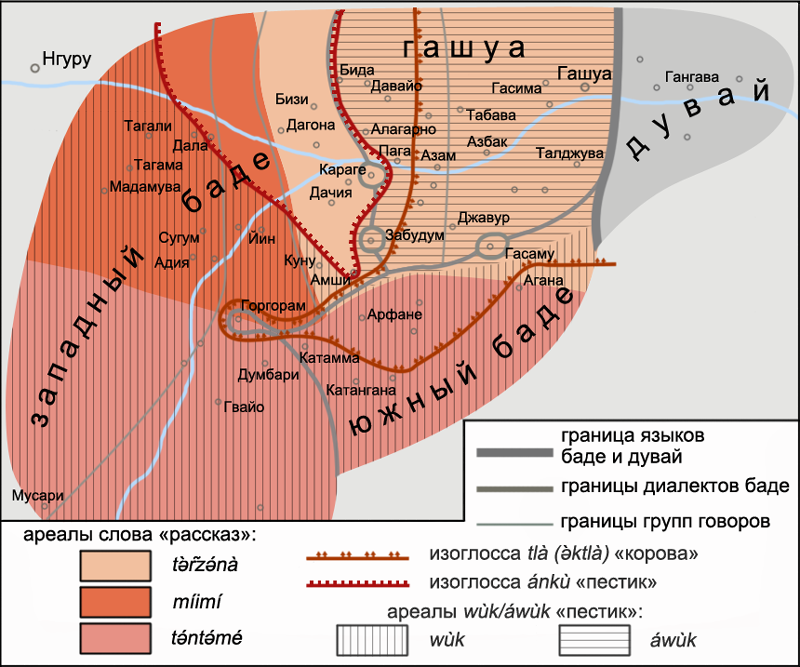
Карта распространения различий в словах «корова», «рассказ» и «пестик» в диалектах языка баде

К числу лексических новообразований в целом соотносимых с ареалами диалектов, относят:
1. Инновации в западном диалекте:
  - ɗíya̍n «калебас» — в диалектах гашуа, южный баде, в говоре Гасаму и в языке нгизим: fǝ̀nà.
  - ɗàvá «хороший» (также отмечается распространение этого слова в южном диалекте) — в диалекте гашуа, в говоре Гасаму и в языках нгизим и дувай: bǝ̀lân.
  - kùmǝ́n «крыса» — во всех говорах и диалектах баде (gwàadǝ̀gǝ̀m), а также в языке нгизим (gáadàgùm).
  - káazǝ̀ɗàkón (по говорам — kâazán) «цыплёнок» — в диалектах гашуа, южный баде, в говоре Забудум и в говоре Гасаму (kâzá), а также в языке нгизим (gâazá).
  - ǝ̀tikǝ̀nǝ́n «нос» (и в говоре Караге, также это слово распространяется в южном диалекте) — в диалекте гашуа, говоре Гасаму (ǝ̀stán) и в языках дувай (ǝ̀stán) и нгизим (tǝ́n) и т. д.
2. Инновация в южном диалекте: ùgzú «сегодня» (и в говоре Гасаму) — в диалекте гашуа и в говоре Караге: ǝ̀bzǝ̀kú, в говоре Забудум: ǝ̀bzǝ̀kú ~ ùgzǝ̀kú, в диалекте западный баде: sâabú. Поскольку когнаты в языках нгизим и дувай отсутствуют, инновацией может быть форма данного слова и в западном баде.
3. Инновации в субдиалекте гашуа (в говорах собственно гашуа):
  - sámtàk «метла» — во всех остальных говорах и диалектах баде: ɗyùwá, в языке нгизим: ʼyúwâ, в языке дувай: sǝ̀mtòk.
  - làulú «звать» — в говоре Гасаму: ɗàurú, в диалекте западный баде, в говорах центральные баде, а также в говорах Караге и Забудум: kòotú, в диалекте южный баде: kòotú ~ ɗàurú, в языке нгизим: ɗàurú ~ ràurú, в языке дувай: ràuró; форма kòotú из ареала западного баде распространилась в ареал центрального баде и теперь вытесняет форму ɗàurú в ареале южного баде.
  - jiàwú «закрыть» — во всех говорах и диалектах баде: kùɓú, в языке нгизим — cìmú, в языке дувай — bǝ̀ɗó.
4. Общие инновации в западном и южном диалектах:
  - káasò «хижина» (и в говорах Караге, Забудум и Гасаму) — в диалекте гашуа и в языке нгизим: sǝ́sàu.
  - kúuɗu̍ «черепаха» (и в говорах Забудум и Гасаму) — в диалекте гашуа и в говоре Караге, а также в языке нгизим: áyáku̍.

К числу лексических новообразований, распространённых в отдельных говорах, относят инновации в говорах западного диалекта:
1. ǝ̀lhú «сказать» — в говорах амши и в говоре Забудум, ɗàrú — в говорах гвайо, bàasú — в говорах тагали, zǝ̀nú — в диалектах гашуа и южный баде, а также в говорах Гасаму и Караге, zǝ̀nyùwó — в языке дувай.
2. sàkàtánón «мотыга» — в говорах тагали и в говорах северной части ареала говоров гвайо, dàbí — в говорах амши, в диалектах гашуа и южный баде, в языке нгизим, а также в говорах Гасаму, Караге и Забудум.

К числу лексических архаизмов, сохранившихся в ареалах отдельных диалектов, относят слова в субдиалекте гашуа:
1. dǝ̀r̃ú «ждать» — в субдиалекте гашуа; m̀nú ~ kàamnú — в диалекте южный баде, а также в говорах Гасаму и Караге; kàamnú ~ kàayú — в диалекте западный баде и в субдиалекте центральный баде; dǝ̀r̃áu — в языке нгизим; dǝ̀r̃àwó — в языке дувай. Инновацией, по-видимому, является форма kàayú, поскольку в других диалектных ареалах она не встречается и вытесняет другие формы со схожим значением, например, в центральном баде.
2. kàtáu «возвращаться» — в субдиалекте гашуа; ùgzú — во всех остальных говорах и диалектах баде; kàtáu — в языке нгизим.
3. fíidà «заяц» — в субдиалекте гашуа; ágùré ~ âuré — во всех остальных говорах и диалектах баде; víidà — в языке нгизим; vìidà — в языке дувай.
4. áwùk «кость» — в субдиалекте гашуа; síilàk — во всех остальных говорах и диалектах баде; áwùk — в языке нгизим; wùk — в языке дувай и т. д.

К числу лексических новообразований, проходящих произвольно по ареалам диалектов баде, относят большое число слов, но зачастую их значение в определении диалектных границ несущественно. В числе таких слов, отмечаются, например, такие слова, как:
1. ǝ̀ktlà/tlà «корова». Инновативной формой является форма с начальным k — она занимает весь ареал западного диалекта, а также охватывает южные районы южного диалекта и западные районы центрального субдиалекта, на всей остальной территории распространения языка баде, а также в языке нгизим, отмечается форма tlà.
2. tǝ̀r̃zǝ́nà/tǝ́ntǝ́mé/míimí «рассказ». Форма tǝ̀r̃zǝ́nà распространена в ареале диалекта гашуа и на части территориq западного и южного диалектов, эта форма, по-видимому, является архаичной, поскольку в языке нгизим в значении «рассказ» отмечается форма zǝ́nzǝ̀n (zǝ́nú «сказать»). Ареал формы míimí охватывает центральные и северо-западные области распространения западного диалекта. Форма tǝ́ntǝ́mé характерна для южного диалекта (исключая окрестности селений Гокарам и Агана) и южной части ареала западного диалекта.
3. áwùk/wùk/ánkù «пестик». Форма áwùk, распространена главным образом в ареале диалекта гашуа, она омонимична форме со значением «кость». Такая же омонимия отмечается в языке нгизим. Изначально эти слова различались, поскольку в языке дувай они имеют разные формы: wùk «кость» и àkúɗ «пестик». Вероятнее всего, звучание слов «кость» и «пестик» совпало во всём ареале языков баде и нгизим, так как в западном и южном диалектах отмечается форма síilàk, заимствованная из канури (shílà). Причиной её заимствования, скорее всего, была необходимость устранить омонимию. Распространение форм wùk и ánkù произошло уже после перечисленных изменений. Во некоторых ареалах языка баде, кроме ареала западного диалекта, слово ánkù имеет значение «река».

## История изучения
Впервые диалектное членение языка баде было предложено американским исследователем Р. Шу в начале 1970-х годов. Контуры трёх основных диалектов, по словам Р. Шу, просматривались уже в процессе сбора научного материала в 1970 и 1973 годах, те же данные складывались при анализе клановой структуры баде, географии расселения этого народа, а также по сведениям из легенд и преданий. В результате дальнейших исследований, в ходе которых Р. Шу были изданы статьи Nunation and gender in Bade // Afrika und Ubersee 58, 1975; Bóde, Ngo: djin and Dó:ai in Polyglotta Africana // African languages/Langues Africaines 1, 1975; Bade/Ngizim determiner system // Afroasiatic Linguistics 4, 3, 1977, предположения о наличии в области распространения языка баде западного, северного (гашуа) и южного диалектов подтвердились.
Позднее, в 1981 году, Р. Шу издал работу Using dialect geography to determine prehistory: A chadic case study // Spracheund Geschichte in Afrika, в которой были отражены данные предыдущих работ по языку баде, а также данные полевых исследований языков баде и дувай в 1973—1975 годах. Это была расширенная и дополненная версия статьи, которую Р. Шу представил в 1979 году.
Диалектологические исследования Р. Шу проводил методом анкетирования. По составленному им вопроснику, который включил 14 групп (секций) вопросов по фонетическим, грамматическим и лексическим явлениям, он анкетировал 48 человек — носителей языка баде из 32 различных населённых пунктов, представляющих все регионы области расселения народа баде. На основании полученных данных Р. Шу выделил фонетические, морфологические и лексические изоглоссы (в его терминологии изофоны — для фонетических изоглосс, изограммы — для морфологических, изоглоссы — для лексических). В число изофон были включены языковые явления регулярных звуковых изменений, например, *r > l. К изограммам отнесены явления, относящиеся главным образом к инновациям: явления, связанные с изменениями в употреблении морфем, явления, затрагивающие морфосинтаксические элементы и другие явления. К изоглоссам отнесены распространение неродственных слов типа ɗava — bəlan «хороший»; распространение родственных слов с наличием или отсутствием дополнительных морфем типа kazaɗakon — kaza «цыплёнок»; распространение родственных слов с несистематическими звуковыми изменениями типа laulu — ɗauru «звать», «называть» (с различными континуантами начальной *ɗ). Различий в области синтаксиса обнаружено не было.
По совпадавшим друг с другом изоглоссам, образующим так называемые пучки, были выделены границы ареалов трёх главных диалектов и границы групп говоров (субдиалектов) внутри двух основных ареалов.
В 2000-х годах были составлены словари двух диалектов — западного и гашуа.